# Reinhard Bonnke
Reinhard Bonnke (Koningsbergen, 19 april 1940 – Orlando, 7 december 2019) was een Duits evangelist die behoorde tot de pinksterbeweging. Hij was met name actief in Afrika.

## Levensloop
Bonnke was de zoon van een legerpredikant. Hij onderging op jonge leeftijd een ervaring die wordt omschreven als de doop met de Heilige Geest. Hij studeerde aan The Bible College of Wales in Swansea. Na zijn afstuderen was hij zeven jaar voorganger van een pinkstergemeente in Noord-Duitsland. In 1967 preekte hij voor de eerste keer in Lesotho, maar begon snel daarna met het organiseren van evangelisatiecampagnes op het gehele Afrikaanse continent. In eerste instantie trokken zijn diensten enkele honderden mensen, maar dit aantal groeide snel. Zijn evangelisatiecampagnes trokken honderdduizenden mensen. Dagblad Trouw beschreef hem als "meest succesvolle van de stroom westerse predikers die Afrika te verwerken krijgt".
In 1974 richtte hij de organisatie Christ for All Nations op. De organisatie had tot 1986 haar hoofdkantoor in het Zuid-Afrikaanse Johannesburg, in 1986 werd het hoofdkantoor verplaatst naar Frankfurt am Main om zich te distantiëren van het apartheidsbewind. Bonkke hield sindsdien ook evangelisatiecampagnes in onder andere India, Maleisië en West-Europa. Zeker in West-Europa bleef de opkomst tijdens de samenkomsten vergeleken met Afrika ver achter.
In 1984 liet Bonnke een tent bouwen die 34.000 mensen onderdak kon bieden. Volgens zijn organisatie was het de grootste mobiele constructie ter wereld. De tent werd tijdens een storm vernietigd, maar dit leverde Bonnke zodanig veel media-aandacht op dat de daaropvolgende evangelisatiecampagne door honderdduizend mensen werden bezocht.
Een bezoek aan Kano, de tweede stad van Nigeria, leidde in 1991 tot rellen. De onrust die uitbrak na protesten van islamitische jongeren zou volgens de lokale pers hebben geleid tot driehonderd doden. De Nigeriaanse overheid hield het op minimaal acht doden. Meerdere kerken gingen in vlammen op.
Bonnke hield in november 2017 zijn laatste bijeenkomst. Gedwongen door ziekte stopte hij met preken.

## Persoonlijk
Samen met zijn vrouw Anni Suelze, met wie hij in 1964 trouwde, kreeg Bonnke drie kinderen. Bonnke overleed in 2019 op 79-jarige leeftijd.